# Rue de la Bombarde
La rue de la Bombarde est une voie du quartier du Vieux Lyon dans le 5e arrondissement de Lyon, en France.

## Situation, structure et accès
D'orientation est-ouest, elle part du quai Romain-Rolland pour aboutir au carrefour avec la rue Tramassac et de la rue du Bœuf, avec dans son prolongement la montée du Chemin-Neuf. Elle croise successivement sur sa gauche la rue des Estrées, la rue Mandelot, traverse la rue Saint-Jean et a ensuite sur sa gauche la rue des Antonins. Elle longe sur sa gauche le jardin archéologique Girard-Desargues et sur sa droite la place de la Basoche.
Elle est en sens unique. La rue est en pente douce et pavée sur toute sa longueur. Elle possède trois traboules fermées au public, aux n° 10, 14 et 31 qui  ne font pas partie d'un circuit touristique officiel.

## Odonymie
Cette rue porte le nom d'une enseigne, une bombarde qui était alors un canon, mais aussi un instrument de musique.
La rue de la Bombarde est attestée dès le plan scénographique de 1550, et elle est nommée dans une dédicace de 1509. À cette date, l'imprimeur Simon Vincent édite un poème de Ricardus dédicacé par Guillaume Ramèze qui se situe « ex nostro gymnasiolo bombardano ». Cet établissement devait être une école ou un collège qui dut disparaître avec l'établissement du collège de la Trinité,.
Plusieurs autres hypothèses sont apparues avec le temps pour déterminer l'origine du nom de la rue.
Une version propose que lors de l'attaque du cloitre Saint-Jean par le Baron des Adrets, il aurait utilisé un mortier. Cette attaque datant de 1562, cette version ne peut être acceptée. De même, un bas-relief gravé sur la maison du numéro 10 représente une main mettant le feu à une bombarde. Datée de 1772, cette œuvre est issue du nom de la rue, et non l'inverse ; elle correspond à l'ouverture d'une nouvelle auberge.

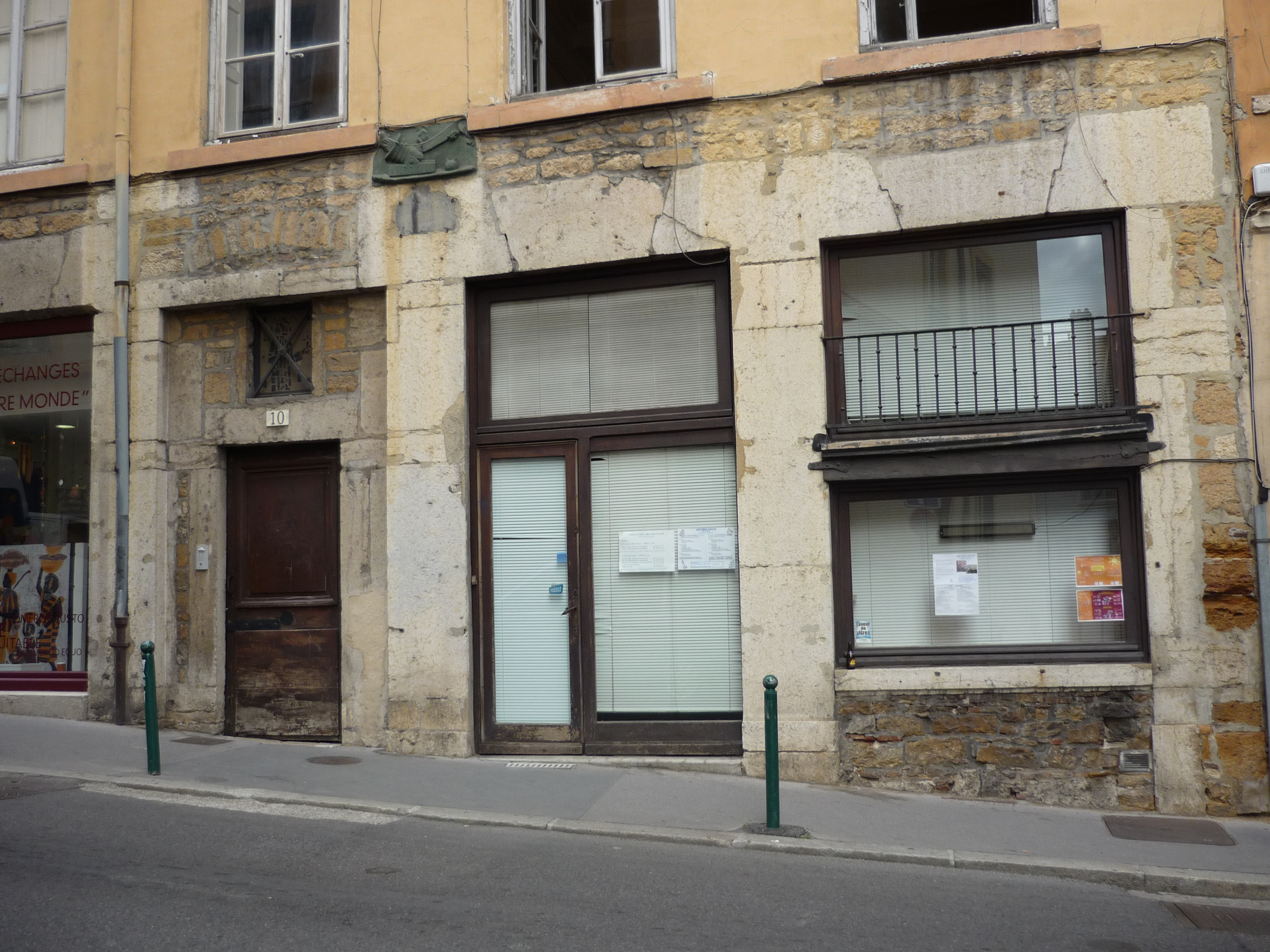
Immeuble au numéro 10
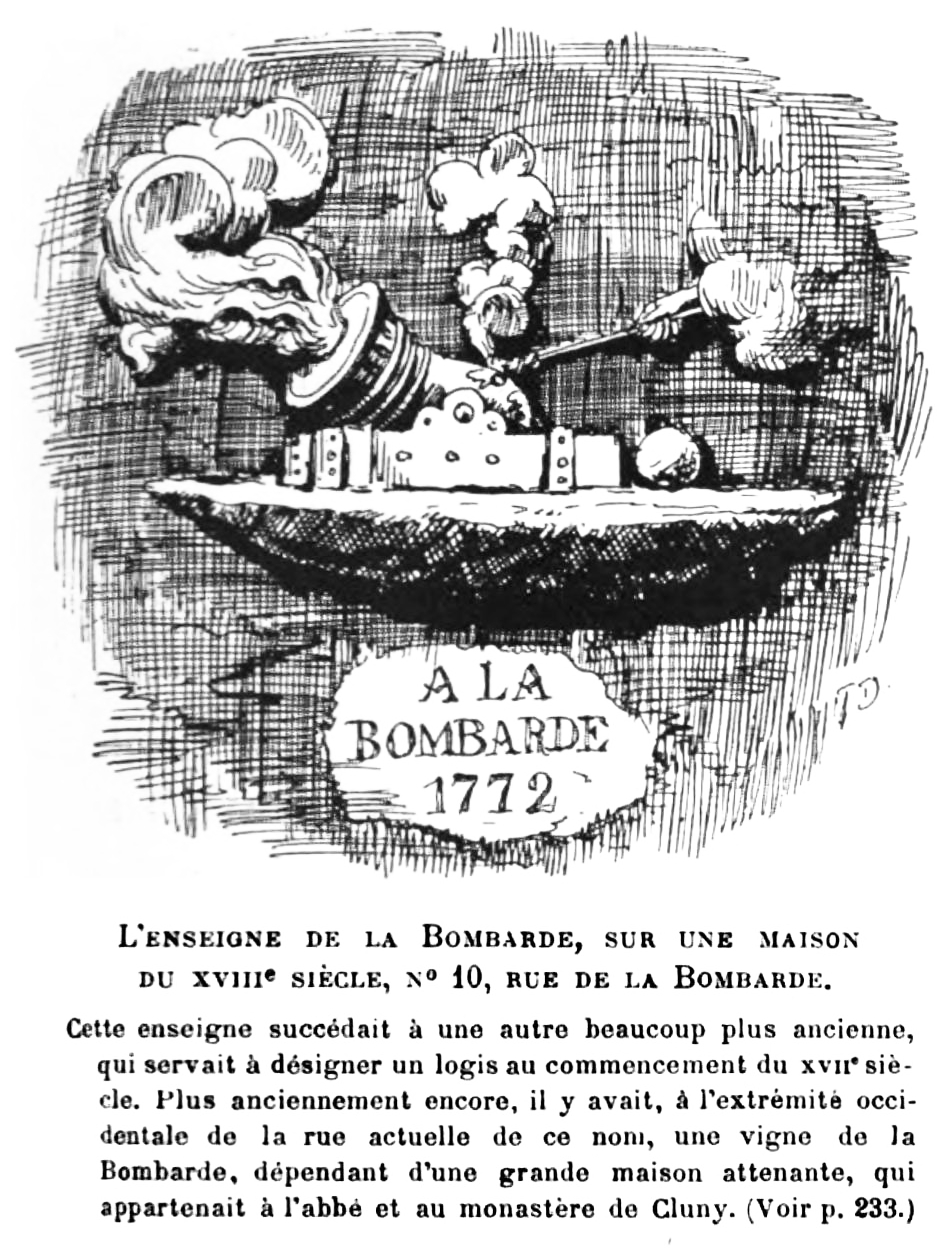
Dessin de l'enseigne de la bombarde
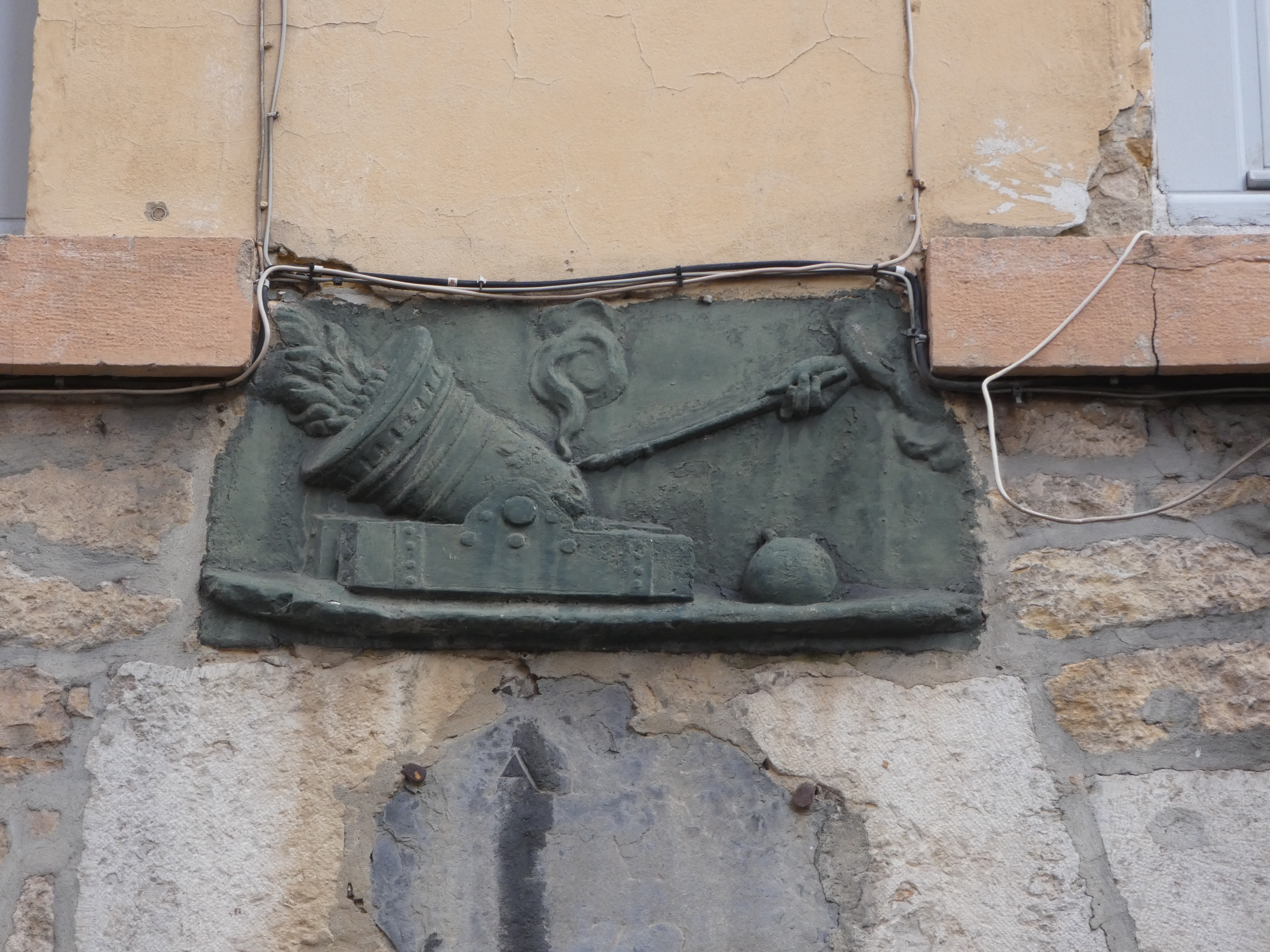
Enseigne de la bombarde

## Histoire

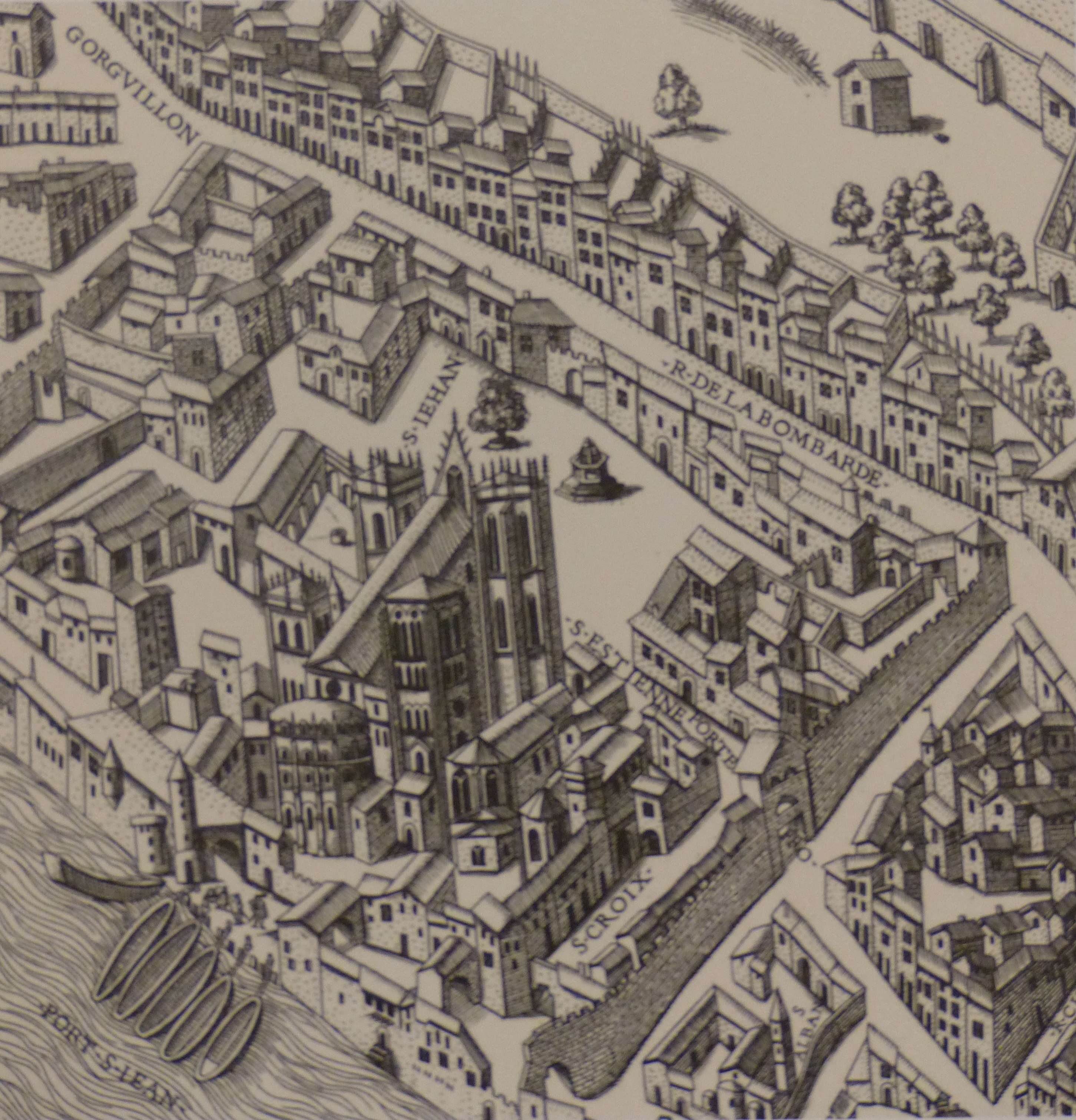
Groupe cathédral sur le plan de 1550. La Porte Frot est visible. La rue de la Bombarde est située sur l'actuelle rue Tramassac.

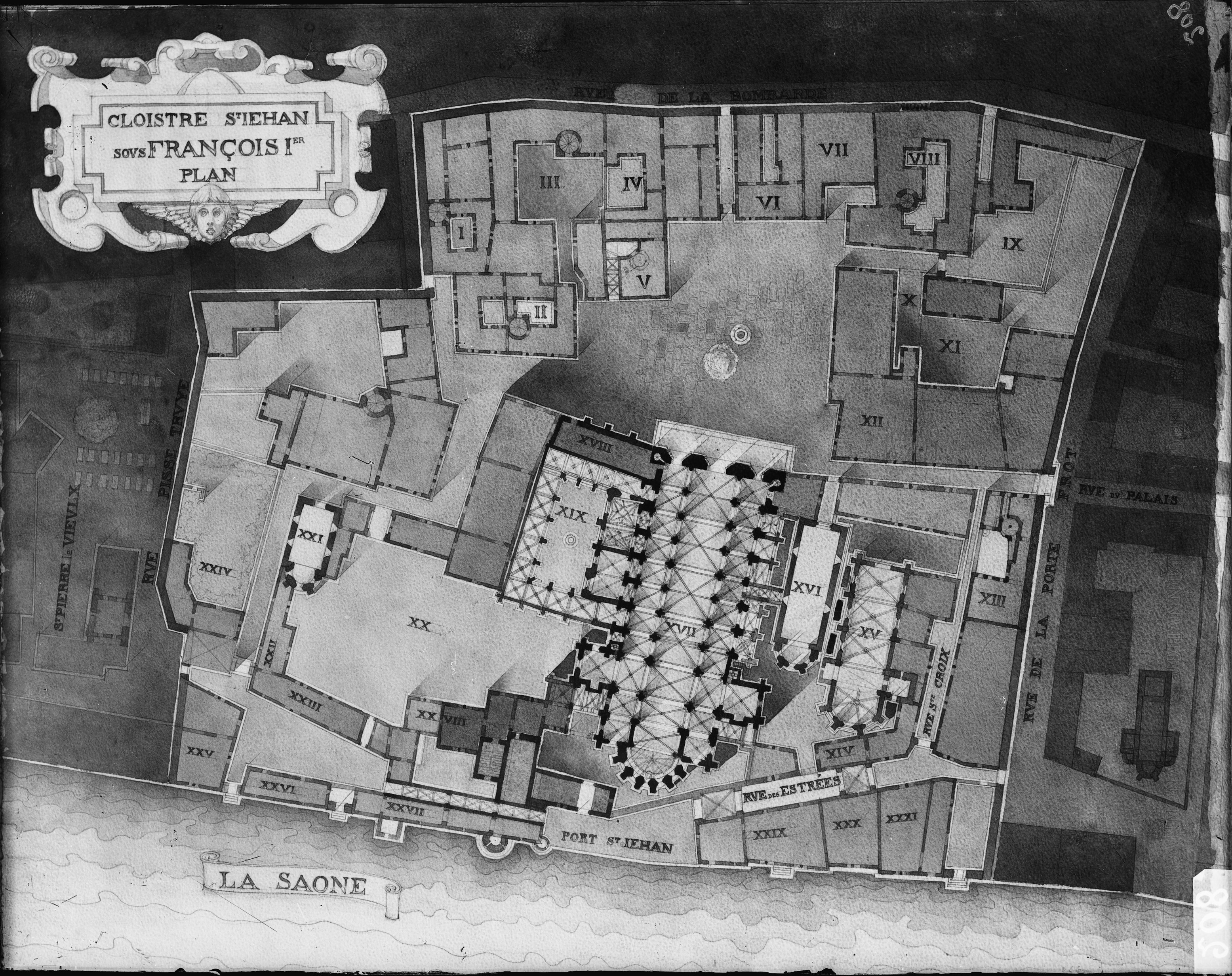
Plan du groupe cathédral de Lyon, à l'époque de la Renaissance. La rue de la Bombarde est située à la place de l'actuelle rue Tramassac.

L'actuelle rue de la Bombarde se nommait, pour la partie menant à la Saône rue de la Porte Frot, ou porterfoc ou porte Frau. Le nom de cette ancienne rue est fluctuant et la graphie Frot est attestée en 1358, Fro en 1550 et Froc en 1700. Elle a pour origine la porte de l'ensemble canonial de la cathédrale Saint-Jean. Ce pourrait être l'origine du nom : Porta Fratrum, la « porte des frères », ou en prenant comme graphie « froc » la proximité du lieu où les chanoines prenaient les habits qu'ils devaient porter dans l'enceinte du cloitre,. La rue Porte Frot disparait pour devenir rue de la Bombarde en 1854.
Par ailleurs, une interrogation existe sur la localisation de la rue de la Bombarde sur l'actuelle rue Tramassac. Visible sur le plan scénographique de 1550, cette localisation est reprise par Vachet et Martin. Mais Vanario estime sans argument qu'il doit s'agit d'une erreur du plan de 1550.

## Bâtiments remarquables
Un grand nombre des immeubles sont classés monuments historiques. 
La rue longe depuis le quai le palais de justice historique de Lyon, qui est le numéro 2 de la rue. 
Au numéro 6, lors de travaux, des ouvriers exhument un squelette du XVIe siècle le 20 août 1975
Le plus remarquable est au numéro 8 la maison dite des Avocats (espace Paul Bouchet), un bâtiment de type Renaissance terminé au XVIe siècle, dans lequel se trouve le musée Miniature et Cinéma. Auparavant se trouvait à cet endroit une auberge de la Croix d'or. L'ancienne bâtisse est achetée en 1673 par Claude Basset à l'avocat Jacques Greuze. Il le fait transformer alors, ne conservant qu'une tourelle située à l'arrière, et fait apposer son signe CB entrecroisés à deux reprises sur l'imposte en fer forgé. L'immeuble reste dans sa famille jusqu'à la Révolution. 
Au numéro 10 se situe l'ancienne auberge de la bombarde, dont il reste une enseigne.
Au numéro 13, Auguste Dousselin (1857-1936) établit le siège social fabrique de bougie et cierges nommée « Manufacture des bougies de France » et créée  en 1792. L'atelier de fabrication est situé au 35 montée du Chemin-neuf jusqu'en 1901 où il déménage au 25 bis quai de Vaise. Auguste Dousselin connait le succès commercial avec la poudre à récurer NAB.
La rue de la Bombarde longe le jardin archéologique Girard-Desargues, puis la maison du Chamarier, dite aussi hôtel d'Estaing. Sur sa partie haute, après la rue des Antonins, les immeubles sont du XIXe siècle.

## Galerie

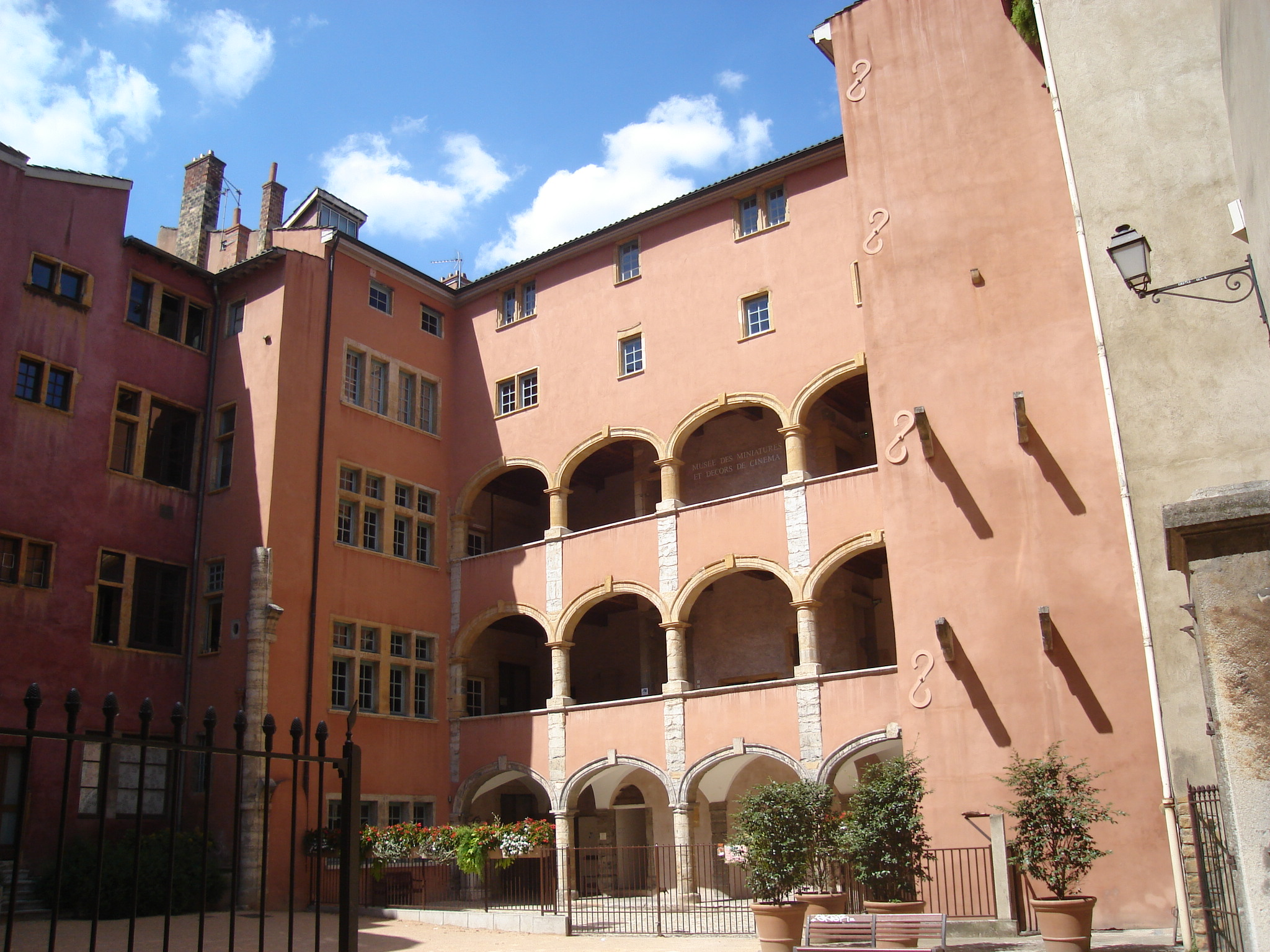
Maison des Avocats
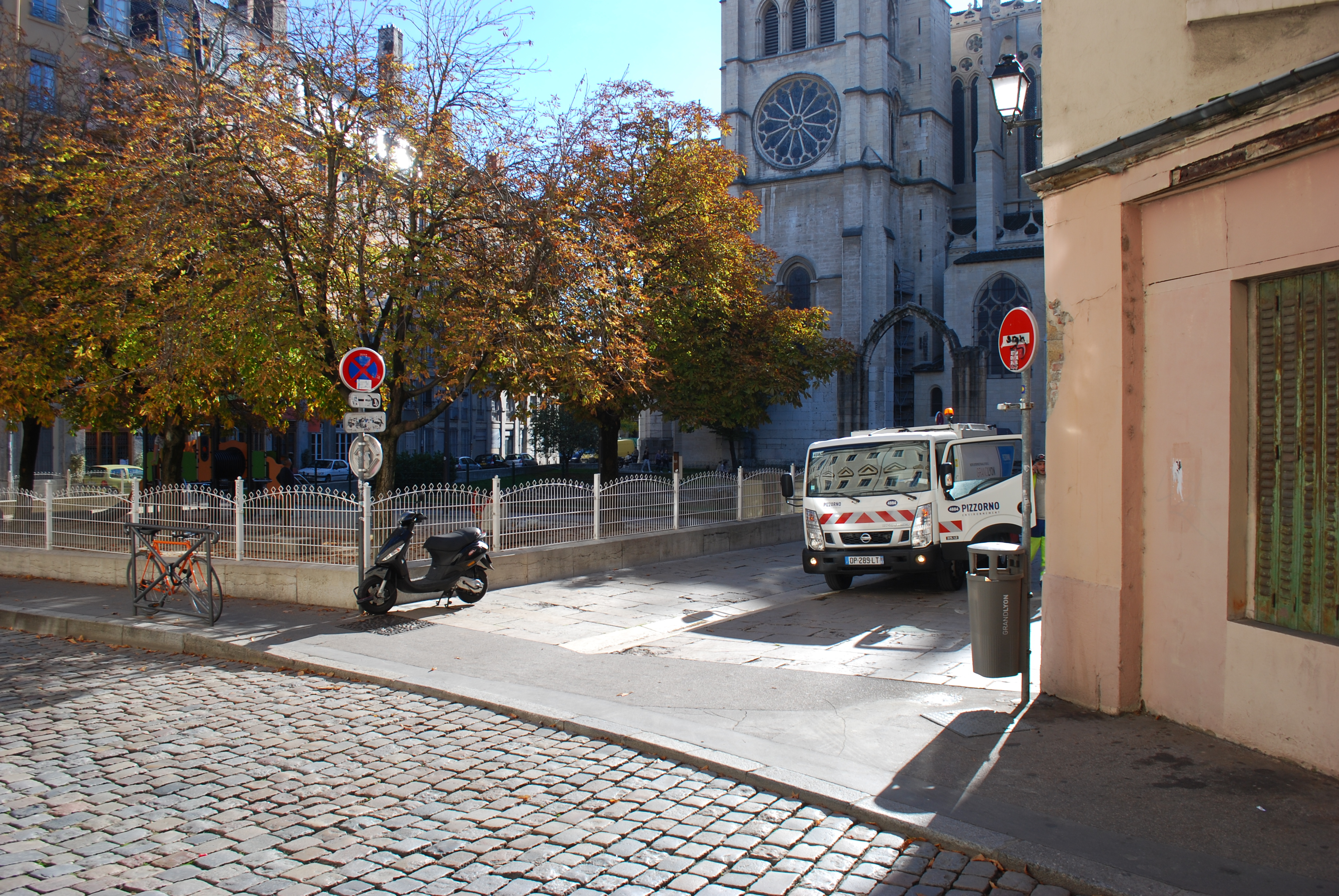
Jardin archéologique
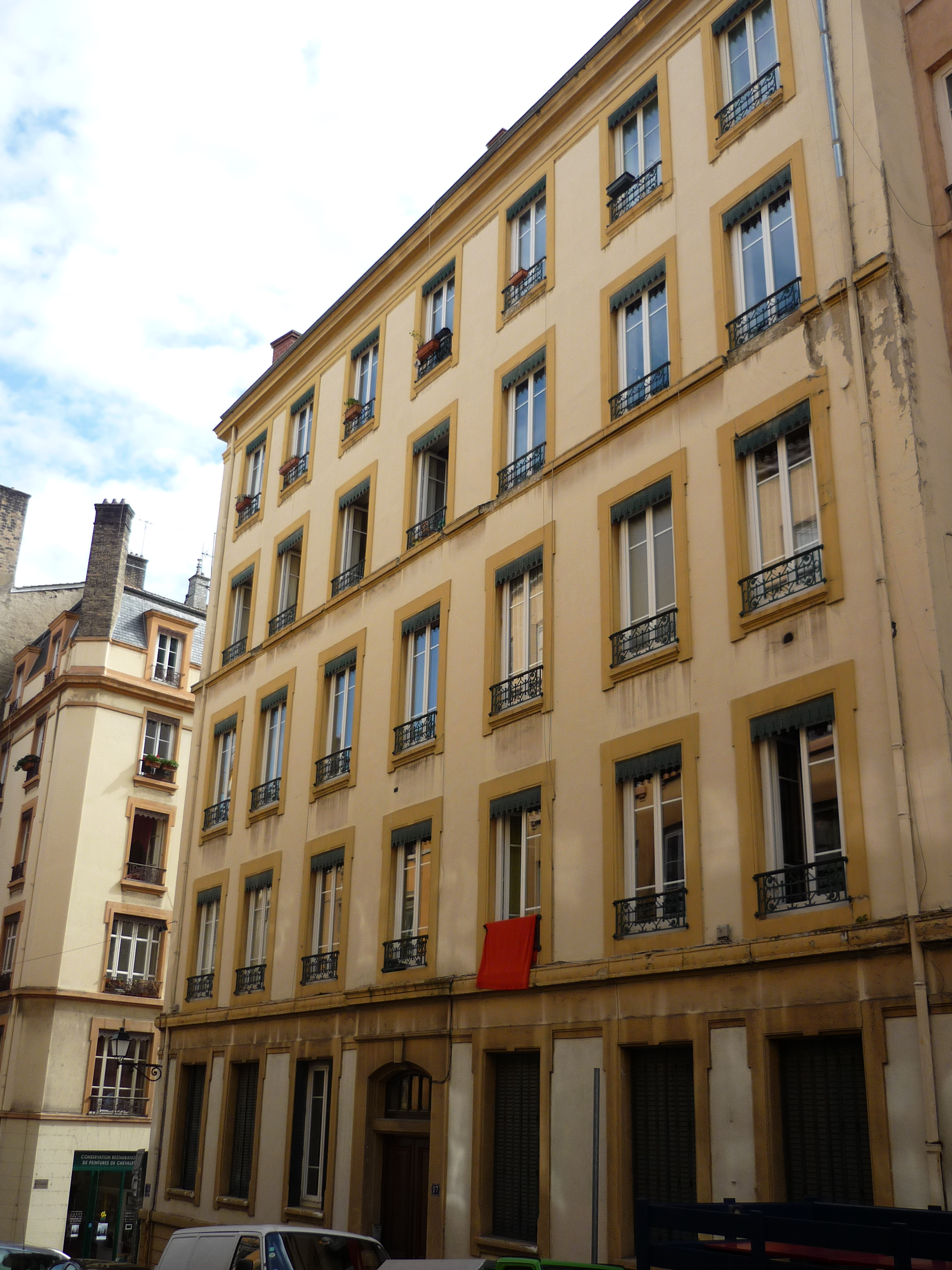
Immeubles